# Sundhedsstyrelsen

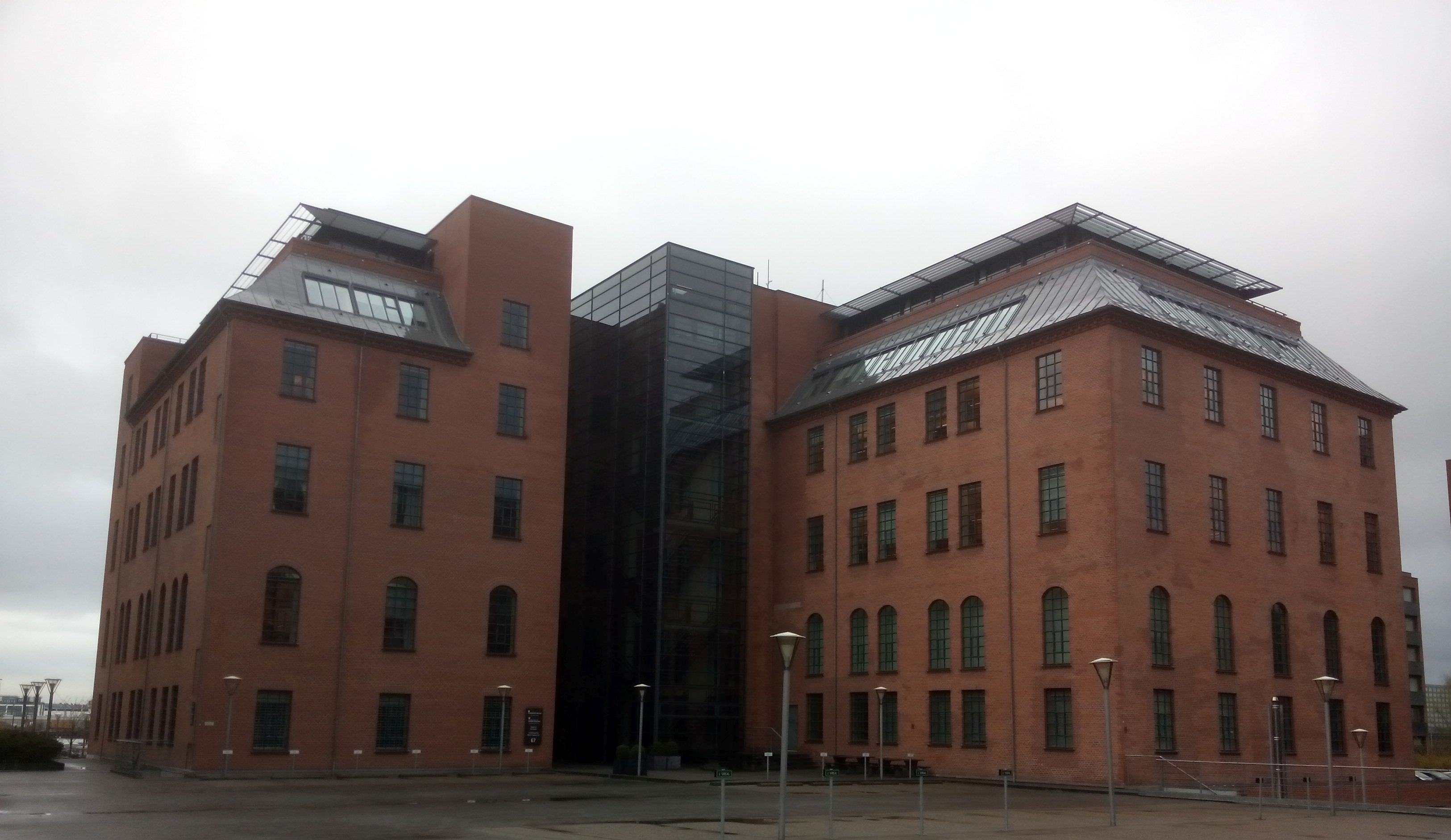
Sundhedsstyrelsens huvudkontor.

Sundhedsstyrelsen är en statlig myndighet i Danmark under Sundhedsministeriet med ansvar för hälsofrågor.
Sundhedsstyrelsen inrättades genom lag av den 30 april 1909 och startade sin verksamhet den 1 juni samma år. Den ersatte det tidigare 
Sundhedskollegiet med den begränsningen, att de rättsmedicinska frågorna som, som tidigare behandlades av kollegiet, överfördes till en särskild, av Sundhedsstyrelsen tämligen oavhängig institution, Retslægerådet. Huvudkontoret är beläget vid Islands Brygge i Köpenhamn.